# یواس‌اس جان جی ون بیورن (دی‌ای-۷۵۳)
یواس‌اس جان جی ون بیورن (دی‌ای-۷۵۳) (به انگلیسی: USS John J. Van Buren (DE-753)) یک کشتی بود که طول آن ۳۰۶ فوت (۹۳ متر) بود. این کشتی در سال ۱۹۴۴ ساخته شد.